# Alexandra Winisky
Alexandra Winisky, née le 28 novembre 1973 à Paris, est une actrice française.

## Filmographie

### Cinéma
- 1994 : L'Ange noir de Jean-Claude Brisseau : Cécile
- 1994 : L'Ours en peluche de Jacques Deray : Axelle Rivière
- 1996 : L'Éducatrice de Pascal Kané : Stéphanie

### Télévision
- 1995 : Le Cœur étincelant, de Henri Helman (Téléfilm)
- 1996 : Jamais deux sans toi...t (Série TV) : Maud
- 1996 : Le Juste (Série TV) : Juliette
- 1997 : Jamais deux sans toi...t (Série TV) : Maud
- 1999 : Docteur Sylvestre (Série TV) : Maeva
- 1999 : Un homme en colère (Série TV) : Valérie
- 2000 : Un et un font six  (Série TV) : Sophie
- 2001 : Judicaël, de Claude d'Anna (Téléfilm)
- 2002 : Commissaire Moulin (Série TV) : Lucie Zemlinski
- 2003 : Femmes de loi (Série TV) : Agnès
- 2005 : Avocats et Associés (Série TV)
- 2006 : Homicides (Série TV) : Allegra Vangioni

### Théâtre
- 2004 : L'homme en question, pièce de théâtre de Félicien Marceau